# Minoritetsregering
En minoritetsregering är en regering i ett parlamentariskt system som saknar majoritet i parlamentet. Regeringen tvingas då söka stöd bland partier i parlamentet som själva inte sitter med i regeringen. En minoritetsregering kan ibland stödja sig på olika oppositionspartier i olika frågor, den sägs då stödja sig på hoppande majoritet. Se även vågmästare. Om stödet mer regelbundet kommer från ett visst så kallat oppositionsparti, kallas detta parti ofta stödparti. 
Sverige har haft minoritetsregeringar ända sedan enkammarriksdagens införande 1971, förutom de borgerliga trepartiregeringarna under Thorbjörn Fälldin 1976–1978 och 1979–1981 samt den borgerliga fyrpartiregeringen under Fredrik Reinfeldt 2006–2010. Övriga regeringar, såväl socialdemokratiska som borgerliga, har haft riksdagsminoritet.